# Cool & Dre
Cool & Dre je produkcijski hip hop duo koji je 2001. godine osnovan u Miamiju, Floridi. Duo su osnovali Cool i Dre koji su se upoznali u srednjoškolskom zboru. Trenutno imaju potpisan ugovor s diskografskim kućama Interscope Records, Cash Money Records, te imaju vlastitu diskografsku kuću Epidemic Records. Produkcijsku karijeru su započeli 2001. godine kada su producirali pjesmu "King of N.Y." za repera Fat Joea. Kroz karijeru radili su s mnogim izvođačima kao što su Rick Ross, Lil Wayne i Game.

## Članovi
Trenutni članovi
- Cool (2001. - danas)
- Dre (2001. - danas)

## Vanjske poveznice
- Cool & Dre na MySpaceu
- Cool & Dre na Allmusicu
- Cool & Dre na Discogsu
- Cool & Dre na Billboardu
- Cool & Dre  Arhivirana inačica izvorne stranice od 29. lipnja 2013. (Wayback Machine) na MTV